# Ermitage de San Baudelio de Berlanga
L'ermitage de San Baudelio de Berlanga (Ermita de San Baudelio de Berlanga) est une église datant du début du XIe siècle à Caltojar dans la province de Soria, Castille et León, Espagne, à 80 km au sud de Berlanga de Duero. C'est un exemple important de l'architecture mozarabe pour ses particularités ; il a été construit au XIe siècle, dans ce qui était alors la frontière entre les terres islamiques et chrétiennes. Il est dédié à Saint Baudilus ou Baudel. 
La construction de l'ermitage fait partie de la période de consolidation définitive des royaumes chrétiens dans cette région, qui s'est constituée vers l'an 1060, lorsque la prise de possession par Ferdinand Ier de León, de plusieurs villes, dont Berlanga, a lieu. 

## Histoire
Déclaré monument national en 1917, l'ermitage de San Baudelio de Berlanga aurait été construit pour honorer saint Baudile de Nîmes, ou San Baudelio comme il est connu en Espagne. Saint Baudilus était un moine ayant vécu à Nîmes au IIe ou IIIe siècle et mentionné dans deux documents du XIIe siècle. 
Les légendes sur Saint Baudilus disent qu'il a gagné la couronne de martyr après avoir prêché l'évangile aux citadins locaux célébrant la naissance de Jupiter, et qu'après son exécution par décapitation avec une hache, des puits ont surgi à l'endroit de sa mort. On ne sait pas quel lien direct San Baudelio avait avec cette chapelle établie en son honneur, le cas échéant, bien que le mouvement du culte de San Baudelio en Espagne soit probablement responsable de sa création. Saint Baudilus est mort à la fin du  IIIe ou du IVe siècle. 
Une petite grotte attenante est toujours accessible à l'intérieur du mur sud-ouest du sanctuaire, où un ermite peut avoir vécu à un moment donné, et les habitants font toujours un pèlerinage vers une source d'eau douce près de l'église chaque année le 20 mai (son jour de fête) pour rendre hommage à Saint Baudilus, qui a également procuré des remèdes miraculeux qui portent son nom dans les siècles précédents. Une hache et un palmier sont les symboles de son martyre, et le palmier peut être considéré comme une inspiration directe pour l'architecture unique de San Baudelio de Berlanga. 
Au Xe siècle, alors que le pouvoir des Maures diminuait dans le Nord, il est probable qu'un moine ermite se soit réfugié dans la grotte solitaire de la campagne espagnole. Son statut aurait pu attirer les visiteurs avec des offrandes et de la camaraderie, qui pourraient avoir été le catalyseur de la construction de l'église de l'ermitage. À l'époque approximative de la construction de la chapelle, des artisans locaux, principalement de Castille, auraient été des Mozarabes. Cela expliquerait la forte influence mozarabe sur l'architecture. En outre, San Baudelio est étroitement lié à une église illustrée dans le Codex Vigilanus (AD 976), rapprochant la construction de l'ermitage à la fin du Xe ou au début du XIe siècle. 

## Protection du patrimoine
L'un des aspects les plus remarquables est sa décoration picturale, car c'est l'un des exemples importants de la peinture romane en Espagne. Il ne reste que quelques vestiges de la peinture à la détrempe, car les originaux ont été arrachés et exportés en 1926 dans différents musées des États-Unis. Certains sont également au Musée du Prado, en particulier six scènes. Parmi les peintures qui sont parties aux États-Unis, figurent : Le Dromadaire, La Guérison de l'Aveugle et La Résurrection de Lazare, La Tentation du Christ, Les Trois Maries au sépulcre, La Sainte Cène, Les Noces de Cana, l'Entrée à Jérusalem et le Fauconnier. En 1957 le gouvernement espagnol échangea certaines de ces peintures contre l'abside de l'église romane de Saint-Martin de Fuentidueña (Ségovie), qui est actuellement exposée au Musée Métropolitain de New York. Les peintures romanes récupérées ne sont pas revenues à leur emplacement d'origine à l'ermitage de San Baudelio mais ont été déposées au Musée du Prado où elles sont exposées. Parmi celles trouvées en Espagne, figurent : La Chasse au cerf, La Chasse au lièvre, Le Guerrier, L'Éléphant, L'Ours et Le Chasseur. En 1965, les travaux de restauration des tableaux qui n'avaient pas été enlevés et restaient encore dans l'église ont été réalisés.

### Pillage des peintures
En 1922, l'ermitage était la propriété de plusieurs voisins de Casillas de Berlanga, vingt-trois des fresques furent vendues pour 65 000 pesetas à l'antiquaire Leone Levi, pour le compte du marchand d'art américain Gabriel Dereppe qui travaillait pour Demotte et Cie à Paris. Les techniciens et spécialistes se hâtèrent d'arracher les peintures pour les transporter. Les protestations que provoquèrent cette vente aboutirent à l'immobilisation des peintures arrachées, jusqu'à ce que les acheteurs obtiennent le 12 février 1925 de la Cour suprême espagnole qu'il n'était pas possible d'annuler la vente des peintures et donc leur rétention. Ceci impliqua leur sortie immédiate d'Espagne, une fois autorisée par le Président-directeur général de Beaux-Arts, par impératif légal. Les peintures sont probablement passées par Londres où elles furent fixées sur une toile.  Dereppe vendit les peintures à divers musées d'art des États-Unis : Cincinnati Art Museum, The Cloisters, Musée des Beaux-Arts (Boston) et Musée d'Art d'Indianapolis. Dereppe a vendu la fresque Les trois Maries au sépulcre pour 75 000 dollars. Parmi ses ventes figurent : L'Adoration des mages.

## Architecture et construction

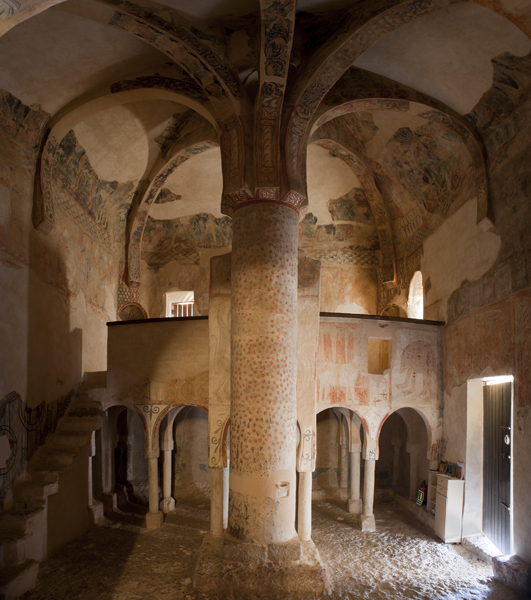
Vue actuelle du pilier central de San Baudelio de Berlanga.

Aucun document ne fournit de preuve de la construction de l'église, mais il est évident qu'elle appartient au groupe d'églises mozarabes construites dans le nord de l'Espagne au cours des Xe et XIe siècles. San Baudelio se distingue du reste de l'architecture de la région de Castille, car il s'agit d'un exemple rare du style mozarabe, plutôt que des exemples beaucoup plus nombreux d'architecture andalouse d'inspiration mauresque, qui se trouvent plus à l'ouest à León. 
Le manque d'informations sur l'église l'oblige à être datée en fonction de ses influences architecturales et de sa construction, ainsi qu'à travers les peintures qui bordaient jadis l'intérieur de la petite chapelle. 
San Baudelio de Berlanga est un bâtiment relativement simple à l'extérieur, étant principalement carré avec une petite abside presque carrée attenante à son côté est. Les murs de l'ensemble de la structure sont en pierre naturelle brute et son extérieur n'offre aucune décoration. L'intérieur, cependant, est très distinctif et a été décrit comme « l'église la plus mahométane de toute l'Espagne ». 

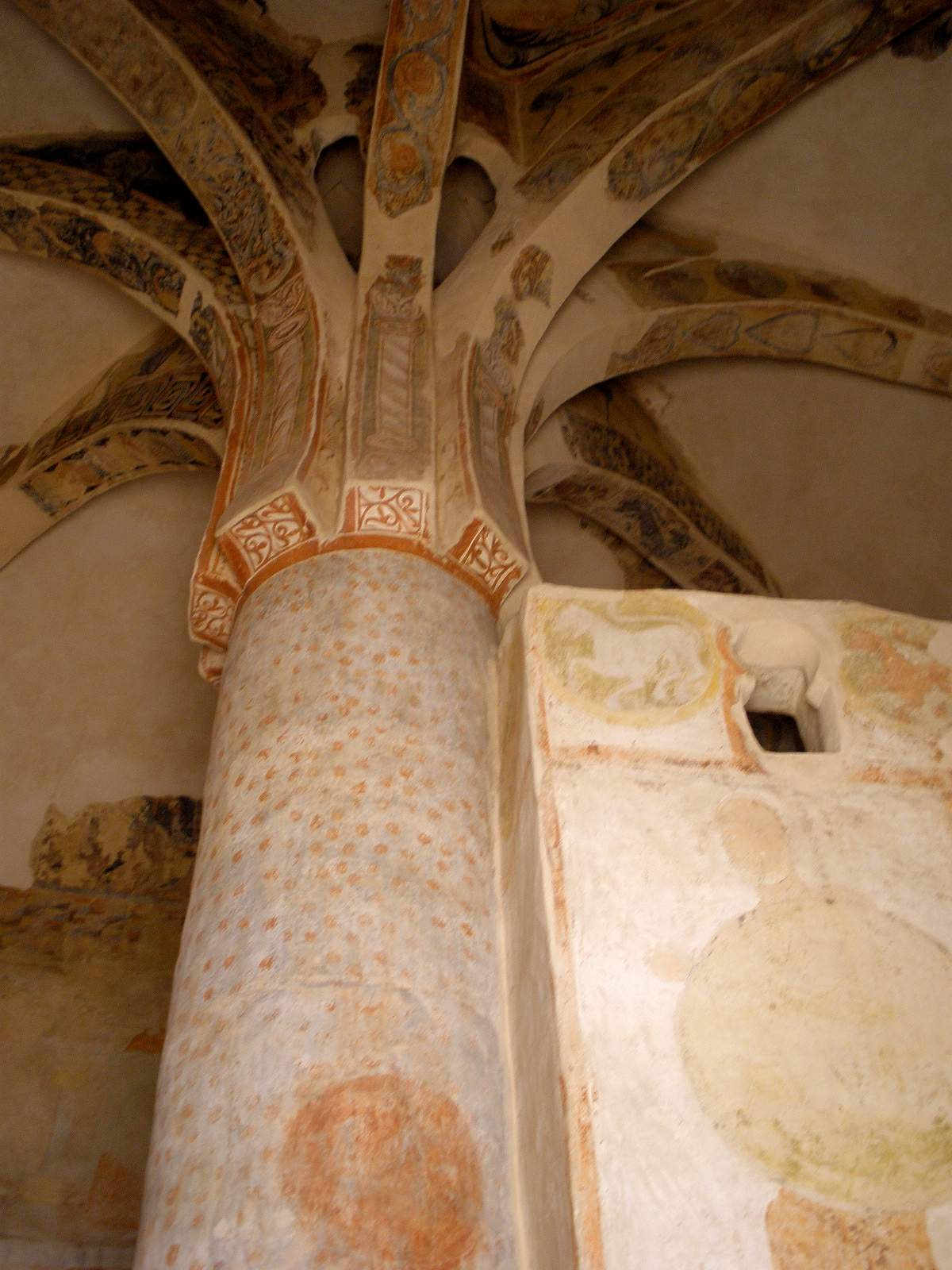
Espace lanterne creuse avec petit oratoire derrière le pilier central.

L'entrée de San Baudelio de Berlanga est une seule porte en fer à cheval sur le mur nord du bâtiment, qui mène directement à la nef de l'église. En entrant dans l'ermitage, les visiteurs sont accueillis par un grand pilier circulaire qui s'élève jusqu'aux voûtes de l'abside. Du haut du pilier sont projetées huit arches nervurées, qui sont soutenues aux quatre coins et au milieu des murs de l'église. Ces arches sont en forme de fer à cheval avec des nervures d'angle soutenues par de petits squinches d'inspiration mauresque. 
Semblable au palmier, qui symbolise saint Baudilus, il n'est pas improbable que cette colonne centrale ait été conçue par un architecte pour représenter un palmier, attribut du Saint. Au sommet du pilier, entre les arcs de germination, se trouve une petite cavité, qui serait un endroit où les trésors de l'église ou les reliques de son saint auraient autrefois été sécurisés. L'intérieur de cet espace est nervuré dans un style mauresque, avec des arcs entrecroisés autour d'un sommet en forme de dôme, semblable au dôme voûté de l'ermitage voisin de San Miguel Almazan. 
Une autre caractéristique inhabituelle de San Baudelio de Berlanga est sa galerie, qui enjambe le côté intérieur du mur ouest. Cette tribune est construite d'une double rangée d'arcs en fer à cheval, qui soutiennent une zone de chœur au deuxième étage, accessible par les escaliers sur le mur sud. Se projetant dans la nef, et soutenu par la tribune, se trouve un petit oratoire, qui repose directement contre le pilier central de la nef. Cette petite chapelle est voûtée en berceau et possède une fenêtre de chaque côté. Elle n'est pas plus grande qu'une chaire. 

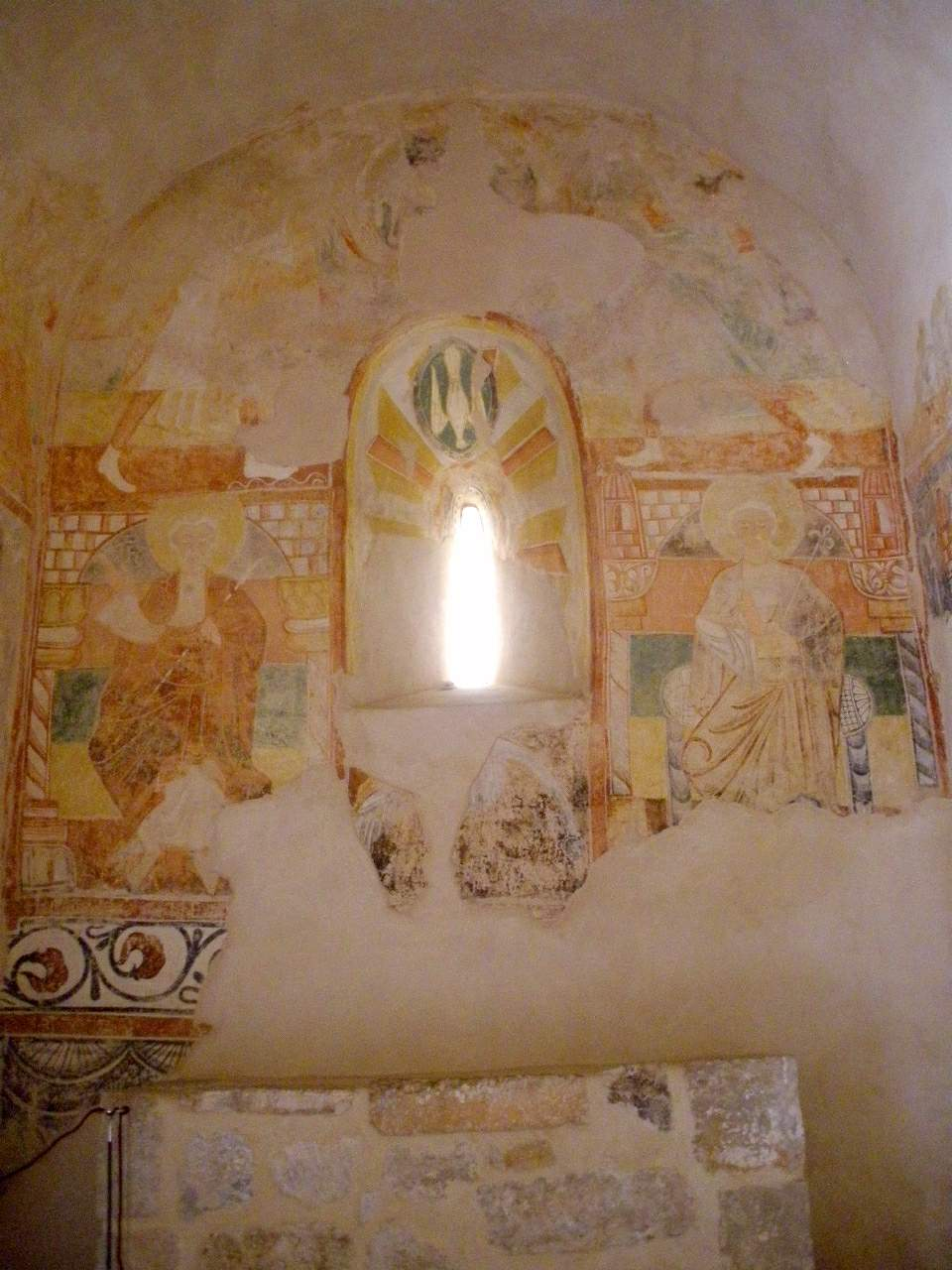
Vue actuelle d'une faille sur le mur est.

La chapelle absidale, qui rejoint le bâtiment principal sur son côté est, est accessible par une autre porte voûtée en fer à cheval, et se trouve quatre marches plus haut que le sol de la nef. À son mur arrière se trouve une petite fenêtre en forme de meurtrière qui, jusqu'à ce qu'elle soit fermée, aurait permis à la lumière du matin d'entrer dans la chapelle. Cette salle est également voûtée en berceau, et presque identique en taille et en forme à la chapelle de l'ermitage de San Cruz à Maderuelo. 
Un autre aspect unique de San Baudelio de Berlanga est sa connexion à une petite grotte qui se trouve sous la colline sur laquelle se trouve l'église. L'accès à cette grotte se fait par une porte sous la tribune, contre le mur sud. Il s'agit de la grotte dans laquelle un ermite peut avoir vécu à un moment donné, peut-être avant la construction de l'église. 
Le seul moyen naturel de pénétration de lumière dans l'église aurait été par la porte ouverte sur le mur nord, une fenêtre maintenant fermée également trouvée sur le mur nord, ou une petite fenêtre sur le mur ouest qui a été convertie à partir d'une porte, qui auraient pu constituer une entrée alternative dans l'oratoire. 
Des éléments de San Baudelio, comme les doubles rangées de piliers et d'arches, rappellent les éléments stylistiques de la Grande Mosquée de Cordoue. Les arches nervurées, les squinches ou les niches sous les arches, et le mode de construction dans la lanterne sont tous apparemment dérivés de régions comme la Syrie, la Mésopotamie et l'Arménie au Proche-Orient. Il est important de noter cependant que toutes les esthétiques orientales qui se produisent dans les églises espagnoles n'ont pas été introduites par les Maures. Beaucoup avaient déjà été introduites en Espagne à l' époque wisigothique grâce à ses liens commerciaux et ecclésiastiques avec le Proche-Orient. L'utilisation de cadres rectangulaires autour d'arches et de voûtes nervurées entrecroisées à San Baudelio a été à l'origine inspirée par l'extension de la mosquée de Cordoue par Al-Hakam II, et on peut également la voir dans l'église de San Millan de La Cogolla.

## Peintures murales
L'ermitage abritait de nombreuses belles fresques romanes d'environ 1125 ; la plupart d'entre elles ont été supprimées, mais certaines sont restées. Deux sections, transférées sur toile, sont maintenant au Musée d'Art d'Indianapolis, montrant l'entrée du Christ à Jérusalem et les Noces de Cana. D'autres sections, y compris La guérison de l'aveugle et la résurrection de Lazare et La tentation du Christ, se trouvent au Metropolitan Museum of Art de New York et au Prado. Les peintures ont été réalisées par le maître catalan de Tahull (Taüll en catalan), dont les œuvres les plus connues se trouvent à Sant Climent de Taüll et au Museu Nacional d'Art de Catalunya à Barcelone avec deux autres peintres. Les scènes de la vie du Christ sont inhabituelles dans la peinture espagnole à cette période ; elles se trouvent dans les musées américains, tandis que des éléments plus petits, y compris des scènes de chasse et de fauconnerie et des copies décoratives de textiles, se trouvent à Madrid ainsi qu'à New York . Les fresques incluent celles d'un chameau et d'un éléphant de guerre, qui ont été inspirées par des motifs musulmans.

### Fresques

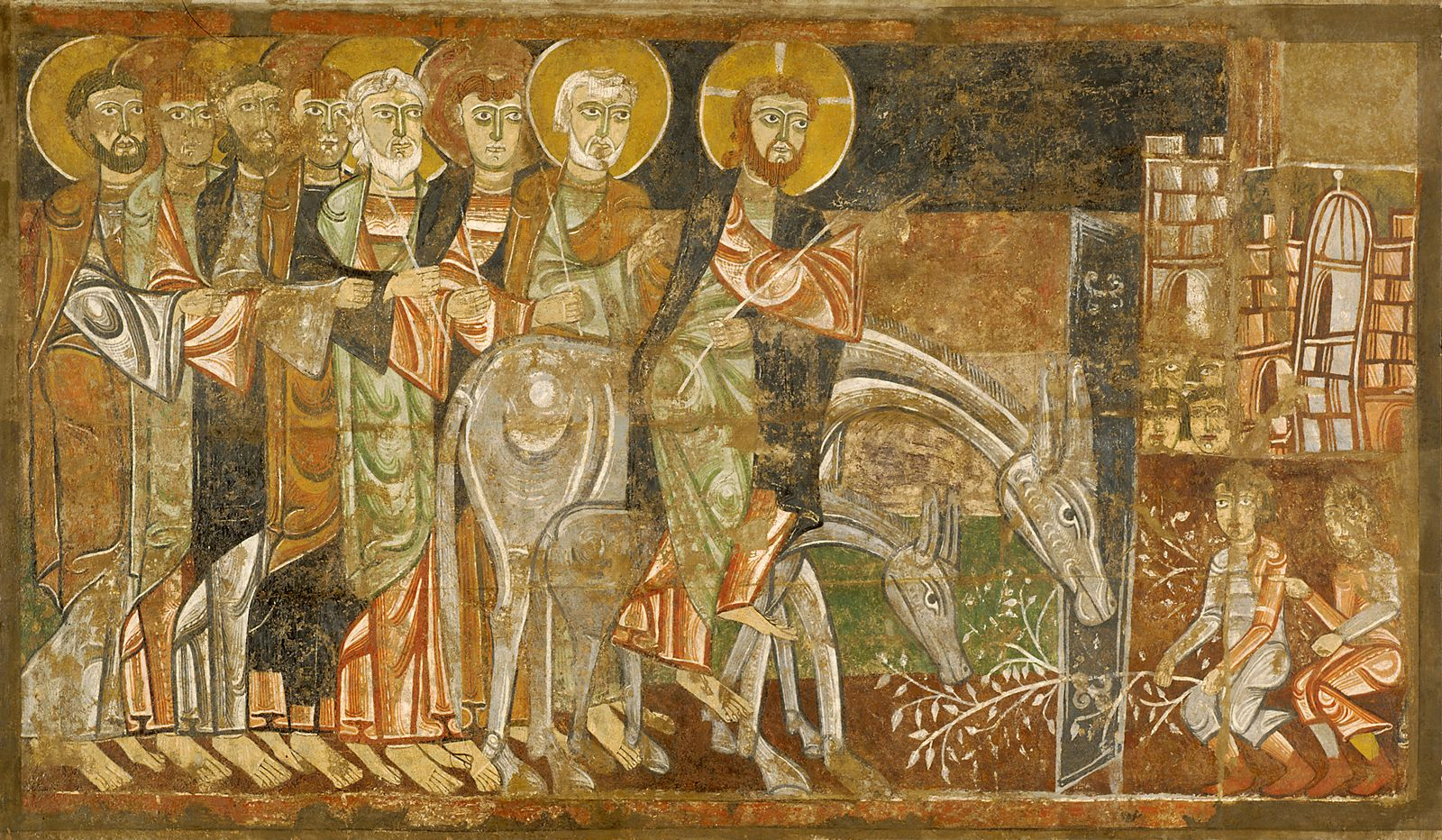
Entrée du Christ à Jérusalem, maintenant à Indianapolis

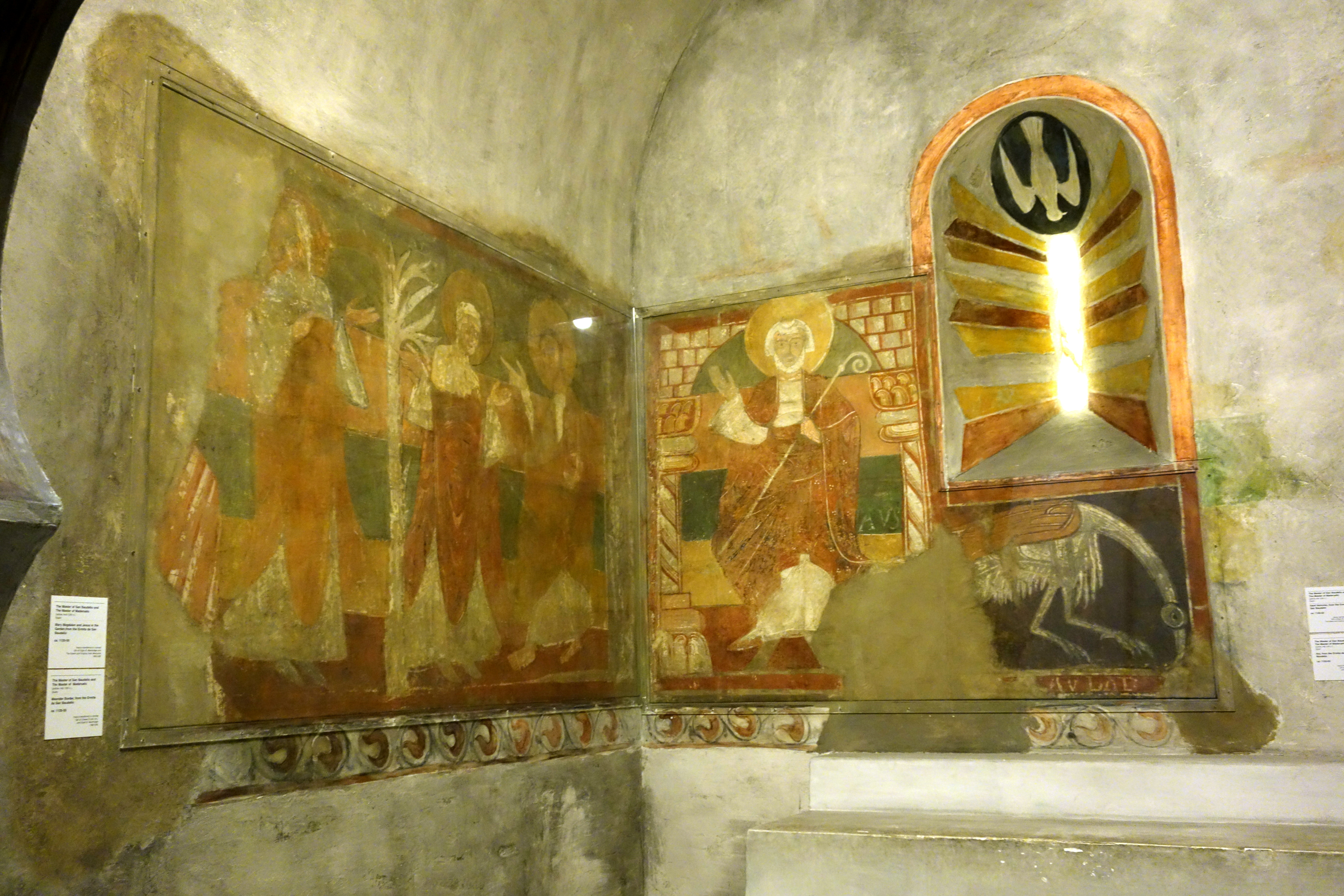
Marie-Madeleine et Jésus dans le jardin, maintenant en Ohio

À l'origine, chaque partie de l'église était recouverte d'une sorte de décoration. Nous pouvons encore voir certaines des œuvres d'art restantes même si elles ont été érodées à cause de la négligence ou de l'eau qui s'infiltre à travers les murs et desserre le plâtre. Vingt-deux compositions ont été retirées de l'église et apportées aux États-Unis et au Musée du Prado. Comparée à d'autres églises d'Europe occidentale avec des intérieurs peints, San Baudelio est l'une des mieux conservées de la période romane. Il y a trois sections principales de décoration : les deux premières sont des Récits et des motifs profanes ; les grandes compositions des voûtes et les murs du corps principal du bâtiment; ceux-ci ont été en grande partie supprimés. Le troisième groupe, trop endommagé pour être enlevé, est laissé à l'intérieur du petit oratoire de la tribune. 
Sous la lunette de l'abside, il y a deux personnages assis sous des arches : Saint-Nicolas à gauche de la fenêtre et Saint Baudilus à droite. Nous savons que c'est Saint Baudilus à cause de l'inscription BAVDILI (VS) même s'il manque un morceau de la partie inférieure de l'image. Saint-Nicolas est identifié par l'inscription (NICOL) AVS et sous lui les mots IN DEI NOMINE peuvent être vus. Saint-Nicolas est représenté assis sur une chaise capitonnée avec un nuage lumineux ou un halo l'entourant. Certaines de ses caractéristiques incluent des cheveux et une barbe blancs, tonsurés, une aube, un manteau rouge sur l'aube et des sandales. Il tient une crosse épiscopale dans sa main gauche et sa paume droite est levée vers l'extérieur. Les deux personnages sont placés sur un fond rayé de ce qui ressemble à un vert sarcelle fané, rouge pâle, vert forêt, jaune et rouge foncé. Sous la fenêtre apparaît un oiseau aux longues pattes et au long cou, avec un corps blanc et des ailes jaunes et rouges. L'ibis est peint sur un fond rouge foncé, en dessous il est inscrit : . . . E. . . AVLA DE (I). 

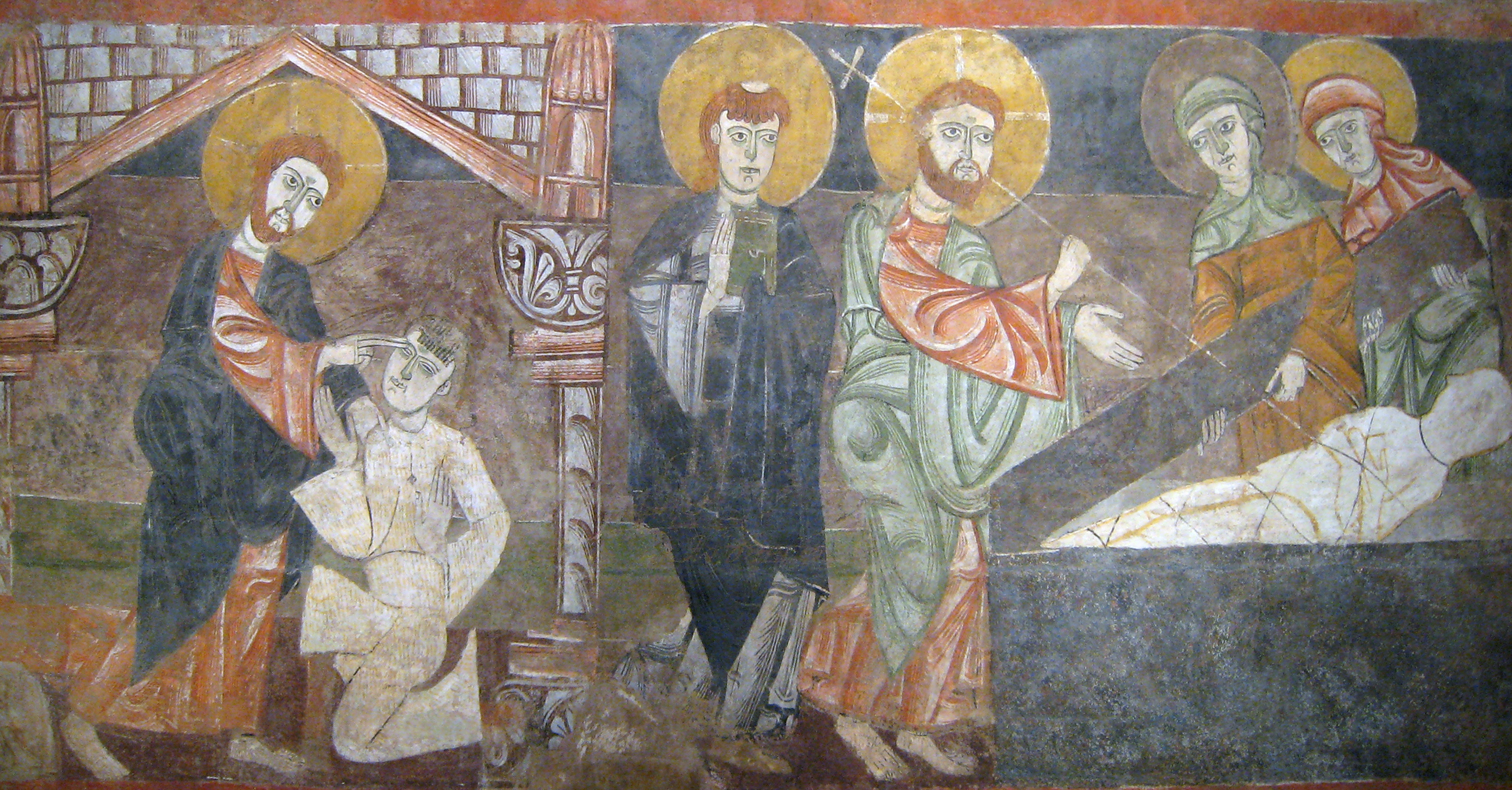
La Guérison de l'Aveugle et La Résurrection de Lazare, maintenant au Cloisters Museum, New York.

Vers le XVIIe siècle, l'intérieur de l'église était entièrement blanchi à la chaux en raison de l'état de détérioration grave des peintures murales. Mais, une seule pièce a finalement été retrouvée et transférée sur toile et il est toujours possible d'identifier la figure. 
Le mur nord contient deux scènes, séparées par un arbre et dont l'image de droite est mieux conservée. L'image à droite de l'arbre semble représenter la rencontre de Marie-Madeleine et de Jésus dans le jardin après la Résurrection, cela pourrait aussi être le moment où « elle se retourna et vit Jésus debout, et ne savait pas que c'était Jésus, » et où « Jésus lui dit, Marie. Elle se tourna et lui dit : Rabboni ; c'est-à-dire, Maître. Jésus lui dit : Ne me touche pas; car je ne suis pas encore monté vers mon Père: » (Jean 20:17). Marie-Madeleine est représentée avec un halo l'entourant, une coiffe et une tunique blanches et un manteau rouge. Jésus est vêtu d'une longue tunique blanche et d'un manteau marron et porte un livre dans sa main gauche (vraisemblablement la Bible). De l'image à gauche de l'arbre, une seule figure féminine est conservée. Vêtue d'une longue tunique blanche et d'un manteau orange, la femme se rétracte en arrière avec étonnement et observe une figure à gauche. De la figure sur sa gauche, seul un petit morceau de tissu rouge orange est conservé. Il n'y a rien pour indiquer de quelle scène il s'agit, autre que les figures adjacentes à droite de l'arbre; cela pourrait représenter un autre épisode de la rencontre de Jésus et de Marie-Madeleine dans le jardin. 
Les peintures murales dans les voûtes de l'église ont presque toutes disparu. Il reste quelques fragments contenant des scènes de la vie du Christ et de la Vierge : l'Adoration des mages, l'Adoration des bergers, la Circoncision de Jésus, la Fuite en Égypte et probablement l'Annonciation et la Présentation de Jésus au Temple. 
Sur le mur sud se trouvent des scènes des miracles de Jésus. L'un d'eux le représente en train de guérir l'aveugle. Jésus, représenté avec de courts cheveux roux et une barbe, une grande croix et un halo l'entourant. Il porte une tunique orange et un manteau bleu. Il touche les yeux de l'aveugle qui s'agenouille devant lui. L'aveugle porte une longue tunique blanche, un tuyau rouge et des cheveux courts et foncés. Son aveuglement est symbolisé par les yeux fermés. 

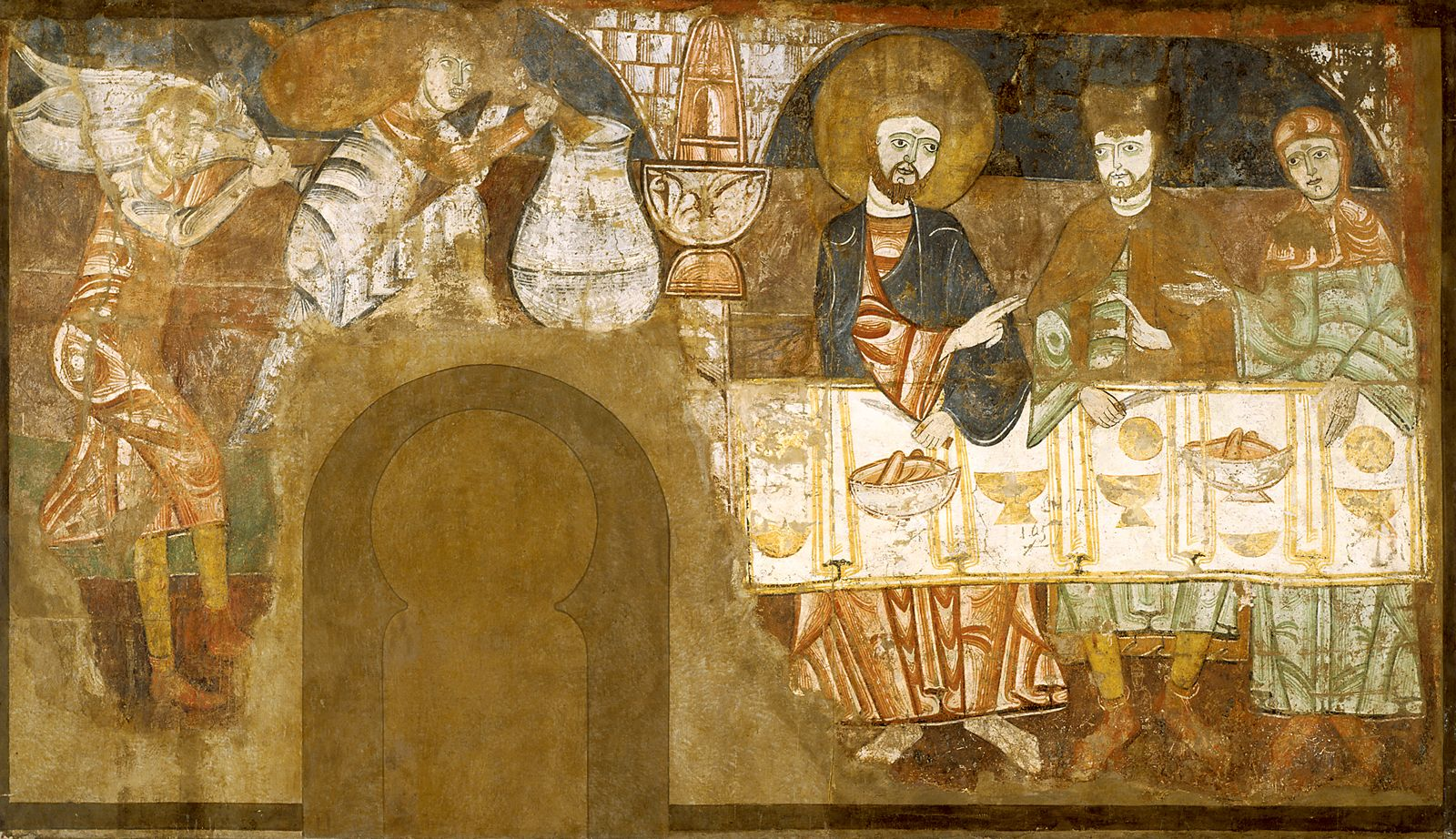
Les Noces de Cana, maintenant à Indianapolis.

La Résurrection de Lazare, l'une des mieux conservées de la série, apparaît également dans le même espace que l'aveugle. Lazare est montré enveloppé comme une momie et placé dans un sarcophage noir. Deux femmes apparemment saintes soulèvent une extrémité de la couverture. Jésus touche le corps de Lazare avec un long bâton, qui se transforme en croix, et il est rejoint par une figure sans barbe aux cheveux rouges, peut - être Saint-Jean, qui tient un livre vert dans sa main gauche. Jésus est représenté avec un nimbus croisé jaune, des cheveux rouges et une barbe pointue, et il porte une tunique orange à manches larges sous un manteau vert. Le disciple de gauche, également représenté avec des cheveux roux, porte une longue tunique grise et un manteau bleu foncé. Les deux femmes ont des halos et portent des coiffes vert-orange pâle qui tombent sur les épaules. L'arrière-plan est divisé par de larges rayures bleu foncé, violet, rouge et vert. 
Le prochain miracle, les Noces de Cana, occupe la moitié de l'espace à gauche sur le mur ouest. La composition est interrompue par une porte et est sectionnée par une colonne. Jésus, l'époux et l'épouse sont assis à la fête. La table est représentée recouverte d'un tissu blanc et avec des pains circulaires et des bols de fruits. Jésus, à gauche, tient un couteau dans sa main gauche et bénit avec sa main droite. Comme dans la scène précédente, Jésus est représenté avec des nimbus et des cheveux et une barbe rouge foncé, et est vêtu d'une longue tunique rouge et d'un manteau bleu foncé. Le marié barbu, qui tient un couteau dans sa main droite et lève la main gauche dans un geste de parole, porte un chapeau haut de forme, une tunique vert pâle avec une doublure orange, un manteau marron, un tuyau marron clair et des sandales rouges. La mariée, assise à droite, est vêtue d'une coiffe orange, d'une robe vert pâle à manches larges, et lève la main droite avec la paume tournée vers l'extérieur. 

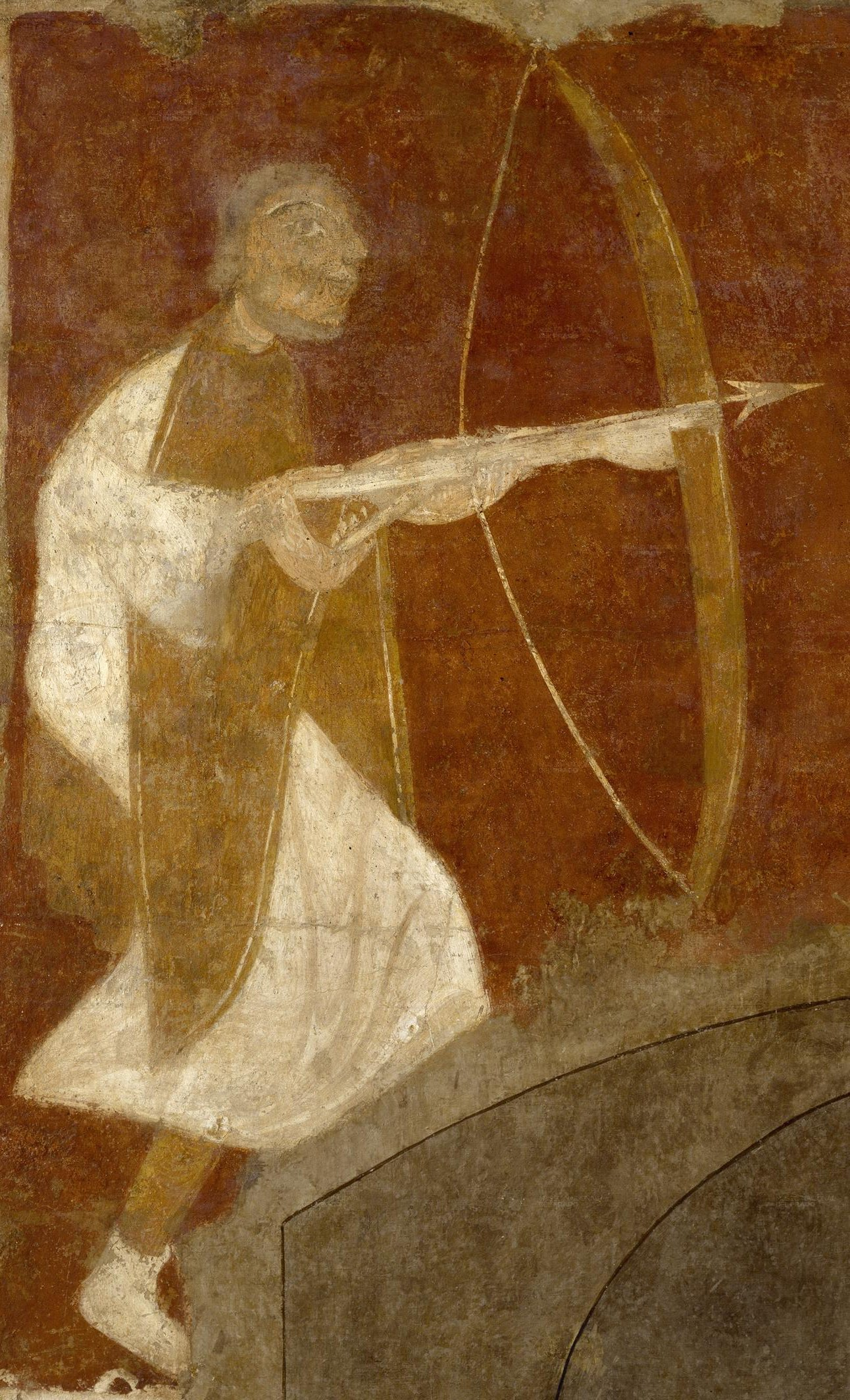
Chasse à l'arbalète. Resté à l'intérieur de l'ermitage.

Le morceau restant du mur ouest contient une représentation de la Tentation du Christ, et dans cette scène, il apparaît deux fois. À gauche, il est montré au moment où Satan déclare : « Si tu es le Fils de Dieu, ordonne que ces pierres soient transformées en pain. » Le diable, représenté avec de longues cornes, des ailes et un corps humain avec des pattes de griffe, laisse tomber trois grosses pierres au sol. Jésus, vêtu d'une longue tunique orange et d'un manteau bleu foncé, lève la main gauche paume vers l'extérieur en signe de refus. Dans la scène suivante, Jésus est représenté sur un sommet du temple. Ici, le diable est représenté avec des pieds humains, des ailes et une tête animale barbue avec de longues mèches. Jésus est habillé comme auparavant et le temple est symbolisé par un petit bâtiment avec des fenêtres circulaires et un toit à pignon. À droite, l'un des anges qui sont venus le servir parle avec un troisième démon, qui semble être à moitié animal et à moitié humain. Le corps du dernier diable est jaune et il a les cheveux longs et une barbe pointue. La laideur des démons contraste fortement avec la représentation poétique de la figure de Jésus. 

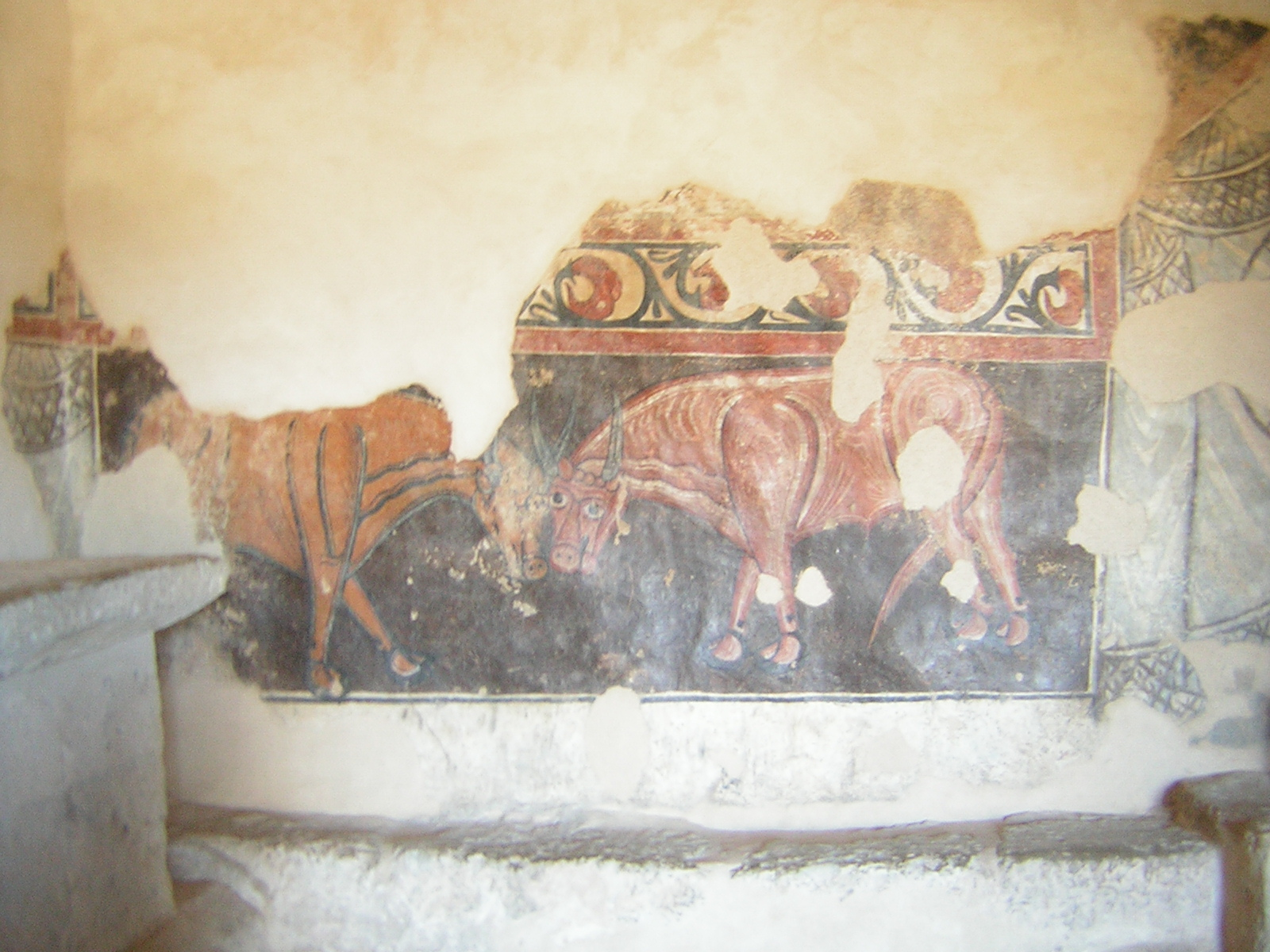
Bovins s'affrontant. Resté à l'intérieur de l'ermitage.

La séquence de la Passion du Christ commence au mur nord avec l'entrée du Christ à Jérusalem. Jérusalem est symbolisée à droite par une structure à porte ouverte. Au-dessus, il y a des murs crénelés avec des fenêtres. Dehors, en attendant le Christ, deux garçons en tunique rouge et bleue tiennent des branches d'olivier à la main. Jésus monte sur la selle d'âne à la manière orientale, s'approchant par la gauche. Il a un halo avec une croix, des cheveux roux et une barbe, une tunique turquoise et un manteau bleu foncé. Avec sa main droite, il bénit en tenant une branche de palmier dans sa main gauche. Un poulain accompagne l'âne que Jésus monte. Derrière lui, suivent les apôtres. Nous pouvons voir sept apôtres avec Pierre, qui est représenté ici avec des cheveux blancs et une barbe, dirigeant le groupe. Le Saint-Jean à tête rouge le suit. 

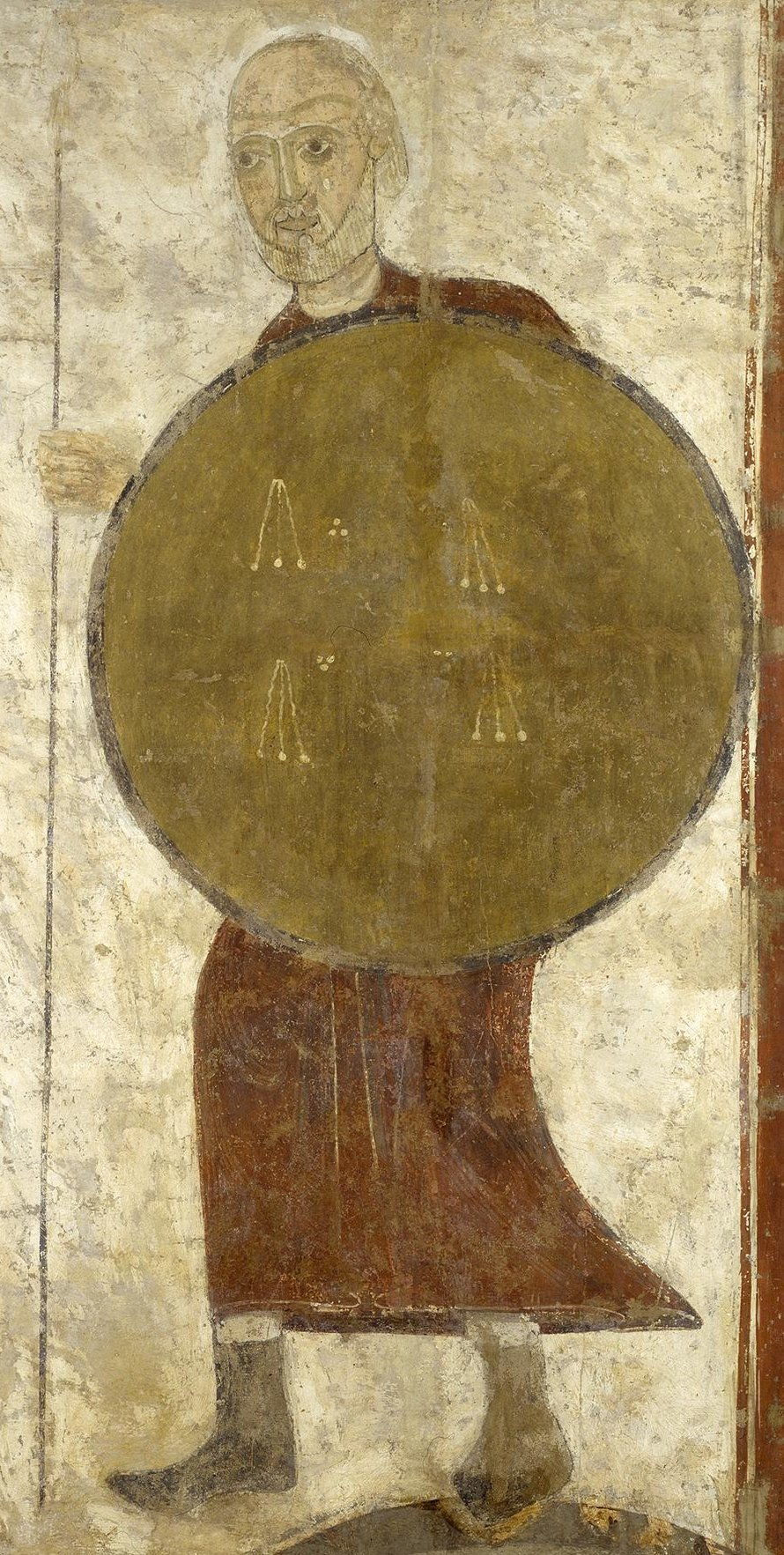
Le guerrier de San Baudelio. Resté à l'intérieur de l'ermitage.

La Cène remplit le reste du mur nord. Jésus est assis derrière une table avec un tissu blanc au centre de la composition. Beaucoup de disciples sont représentés tenant des couteaux et levant la main comme pour demander « est-ce moi, Seigneur ? » quand Jésus dit « L'un de vous me trahira ». Nous voyons Saint-Jean au côté de Jésus et Judas en face de la composition. La nourriture qu'ils mangent semble être des pains et du poisson, Judas touchant le poisson dans un bol. Comme d'habitude, Saint-Pierre est présenté avec une barbe blanche et une calvitie. Saint Paul est également représenté avec des cheveux blancs et une barbe pointue, même s'il n'était pas l'un des premiers disciples. 
La Crucifixion elle-même semble avoir disparu des murs de San Baudelio, elle a donc pu s'éroder avec le temps. Logiquement, elle devrait suivre la dernière Cène. Il se pourrait bien que la Crucifixion se trouvait sur le mur est, près des soldats romains, puisque la Bible les mentionne près de la croix au moment de la crucifixion. 

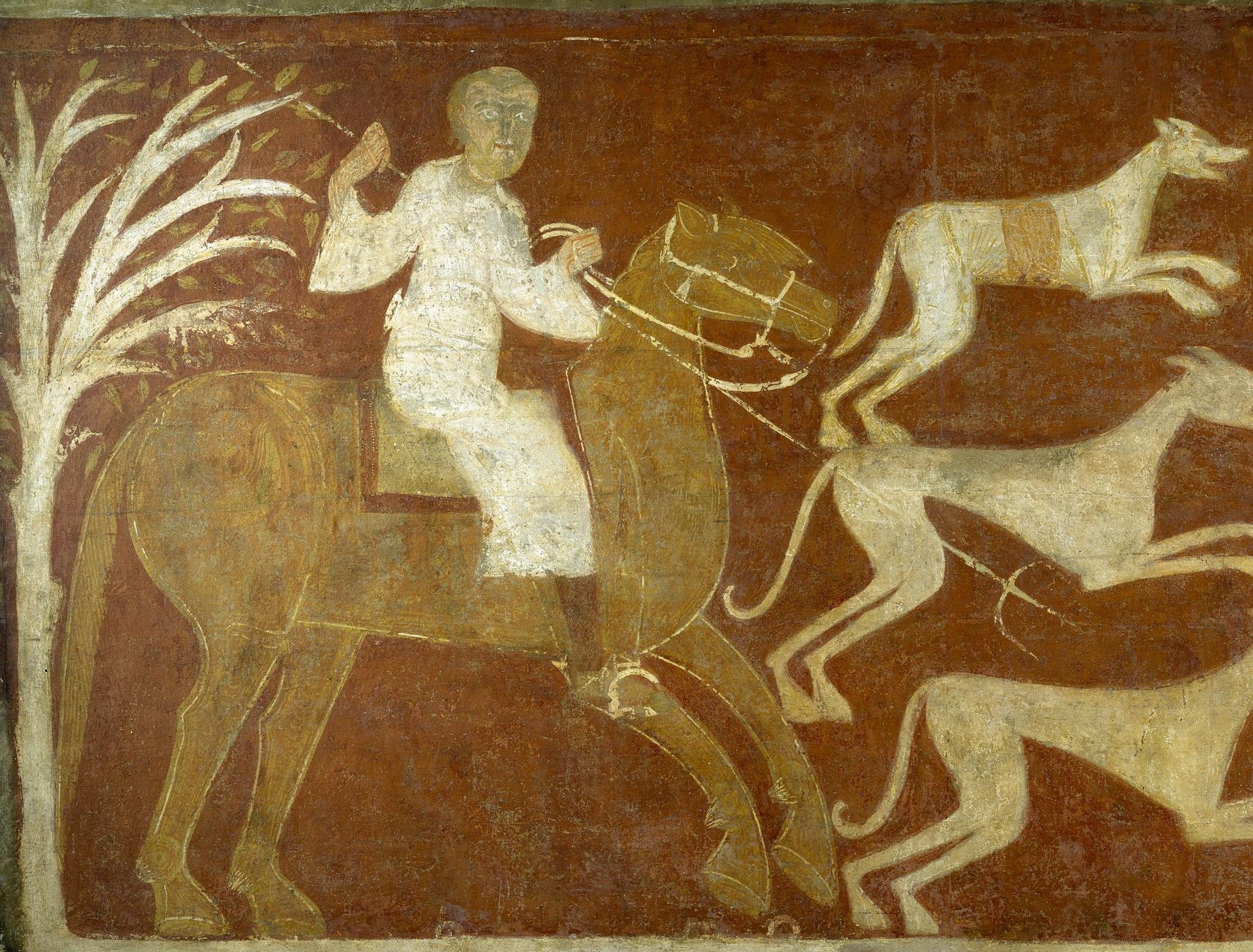
Un cavalier chassant. Resté à l'intérieur de l'ermitage.

La scène suivante illustre la visite des femmes au tombeau de Jésus tôt le dimanche. À l'origine, cette scène se trouvait sur le côté gauche du mur sud de la nef, mais a été supprimée et se trouve actuellement au Boston Museum of Fine Arts. Un ange avec un halo vert semble se tenir devant le tombeau lui-même, nous ne voyons donc pas la pierre rouler comme décrit dans la Bible. Les gardes se tiennent, effrayés, les genoux pliés, l'un couvrant son visage comme pour se protéger de la lumière aveuglante de l'ange. À l'extrême droite de la composition, les trois femmes s'approchent portant des halos et tenant de grands vases avec du baume . Un ange est représenté portant une coiffe orange avec un manteau verdâtre, alors que les trois Maries s'approchent de la droite. 

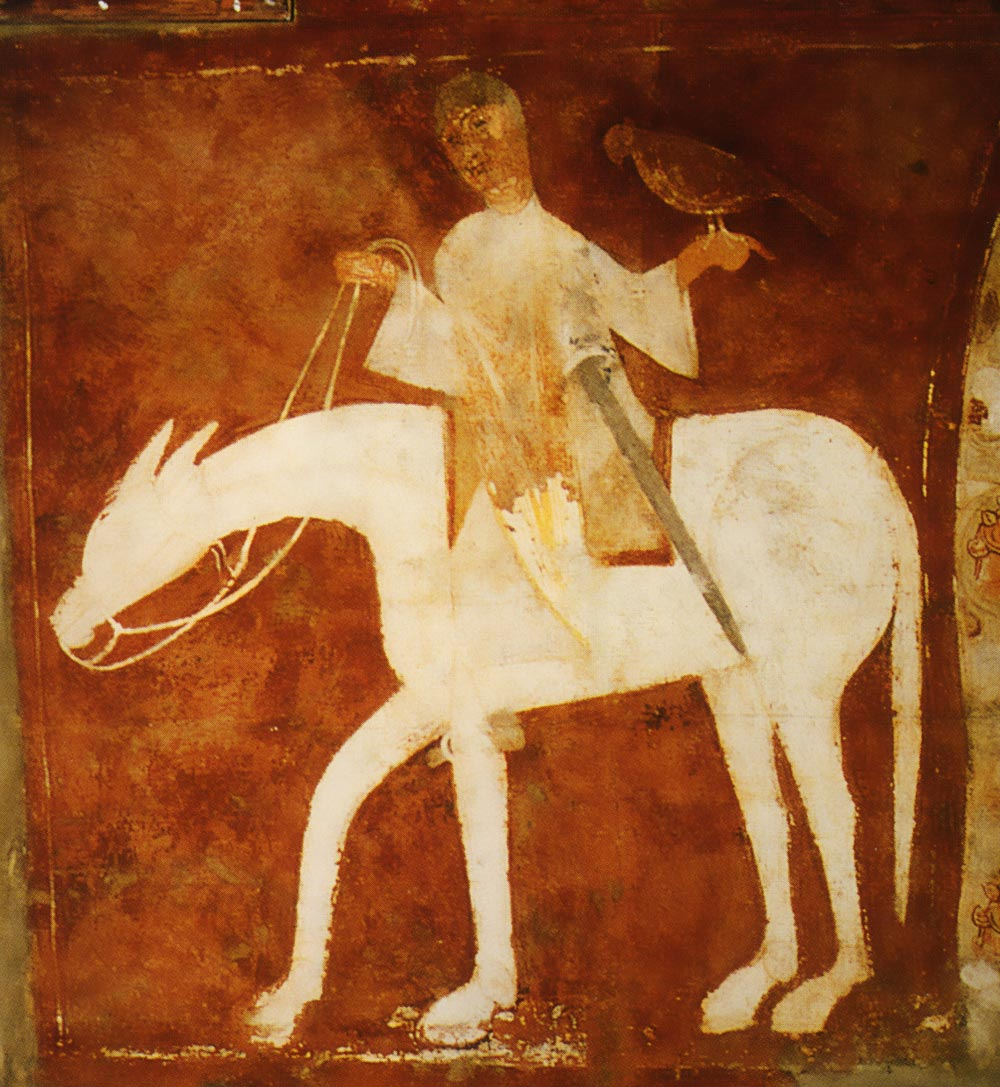
Un fauconnier. Resté à l'intérieur de l'ermitage.

Il semble à l'origine que les quatre murs de la nef avaient huit grandes compositions, contenant la vie et la passion du Christ. Il est fort possible qu'au moins quatre scènes aient pu inclure le Voyage à Emmaüs, le Doute de Thomas, la Descente du Saint-Esprit sur les parois latérales de l'abside. Idéalement, la série se serait terminée avec l'image du Sauveur intronisé du Jugement dernier. Elle aurait probablement été similaire à l'abside de la Chapelle Saint-Martin de Fenollar avec le Sauveur entouré des douze évangélistes (dont Paul) et des vingt-quatre anciens de l'Apocalypse. 

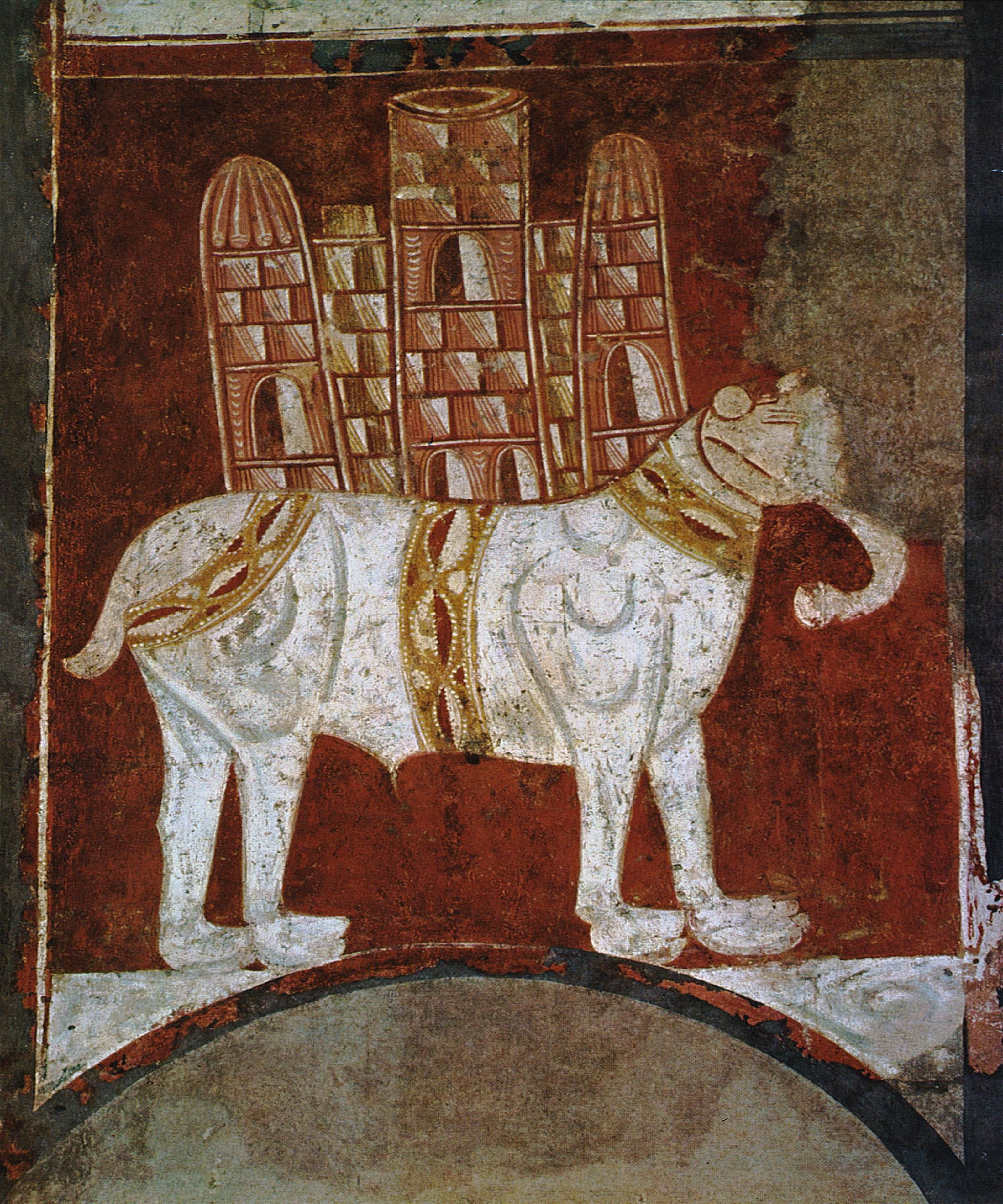
Éléphant portant un château. Maintenant au Musée du Prado.

#### Fresques profanes
Sur le mur inférieur ouest de l'église se trouve la scène d'un cerf blessé alors qu'il fuit le chasseur qui le vise avec l'arbalète chargée. La chasse de cet animal est un sujet tout à fait conforme à l'iconographie de l'Antiquité et du Moyen Âge. Pour les Romains, le cerf avait un caractère symbolique d'abstention du mal du monde. Dans la culture chrétienne, cette icône représente l'âme. Le cerf est également associé au triomphe du Christ sur le dragon, ce qui en fait la revendication métaphorique d'une chasse aux âmes. 
À côté du cerf blessé à droite se trouve un chasseur à cheval, aidé par trois chiens chassant des lièvres, qui finissent piégés dans la forêt. Le lièvre est un symbole dans l'iconographie chrétienne de la fragilité de l'âme et du fort désir sexuel ou de la luxure, qui doivent être harcelés et surmontés. 

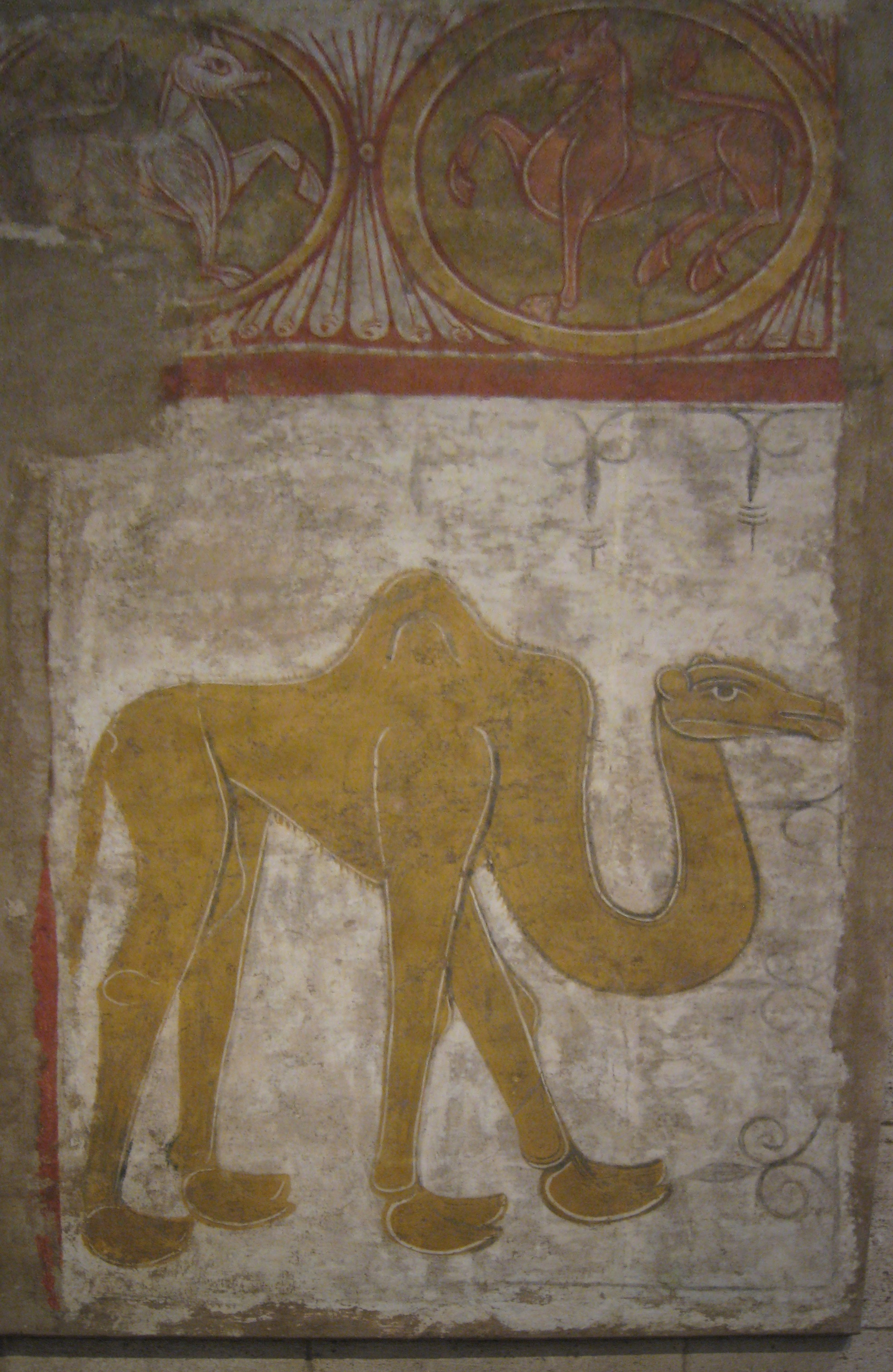
Chameau, maintenant au musée The Cloisters, New York.

En continuant vers la droite sur le mur nord se trouve un fauconnier. La fauconnerie était considérée, à la fois dans l'Islam et au Moyen Âge chrétien, comme l'une des plus nobles pratiques de la chasse. Le fauconnier, exhibant son noble rapace, se tient dans une posture victorieuse comme un chevalier triomphant, avec l'aide de la foi, sur des animaux corrompus et méchants comme des lièvres. 
Situé sur la tribune nord de l'église, il y a ce qui semble être un guerrier portant une lance et un bouclier. À la droite du guerrier se trouve ce qui ressemble à un éléphant. Symbole d'humilité, l'éléphant est associé à la figure du Christ, qui est devenu le plus petit et le plus obéissant des humains pour empêcher sa propre mort. L'éléphant de San Baudelio porte sur son dos un château, allégorie des maladies et des misères qui doivent être supportées au cours de la vie terrestre et du poids des péchés de l'existence. À côté de l'éléphant se trouve un ours. L'ours est parfois associé au péché de gourmandise et à l'inconnu des grottes qu'il habite. Peut-être que le guerrier qui partage la scène avec lui peut le vaincre. 
Derrière le guerrier, de l'autre côté de la tribune, est représenté un chameau, un animal exotique, bien connu dans le monde antique pour ses rôles dans la guerre, les transports et le cirque. Le chameau est associé à l'art paléochrétien avec les mages et d'autres histoires bibliques. À gauche du chameau, la végétation apparaît comme des ornements ainsi que des motifs textiles. Ils sont disposés en cercles, organisés en rangées, en commençant par les plus petits. Sur le mur près du pilier central se trouvent deux lévriers. Sur le mur est, au début de l'escalier, il y a un bovin à deux faces. 
Il y a débat sur l'origine des peintures. 
On pense que les fresques ont été peintes en même temps par deux peintres différents. Un peintre plus âgé et un peintre plus jeune. L'abside peinte par le maître de Baudelio aurait été peinte en premier, après que tout le schéma mural ait été décidé. Pour assembler le programme pictural, les peintres devaient collecter des images en sections dans la structure de l'église et en registres le long du mur. Bien qu'à San Baudelio les registres aient été peints en même temps, la zone inférieure aurait certainement été peinte en premier. Peut-être que vivre plus longtemps sous le régime musulman explique l'influence mauresque sur l'utilisation par le peintre plus âgé des thèmes islamiques. Le jeune peintre était peut-être plus versé dans l'iconographie chrétienne romane, peut-être parce que San Baudelio était dans le désert entre la frontière chrétienne et musulmane. En outre, celles de San Baudelio sont similaires à la fresque trouvée dans l'église de La Vera Cruz De Maderuelo (Ségovie).